# Kromstaart (munt)
De kromstaart werd in de stad Groningen geslagen van 1434 tot 1499. De waarde van de munt was 4 plakken = 8 grootkens = 32 penningen.
Ter gelegenheid van het 950-jarig bestaan van de stad Groningen is in 1990 de munt door de 's Rijksmunt opnieuw geslagen in messing en zilver. De waarde was vijf gulden. Dit werd gedaan in opdracht van de stichting Groningen 950. Deze stichting heeft eveneens de 5.000 kilo wegende klok met dezelfde naam bekostigd, die sinds 1994 in de Martinitoren
hangt. Op de klok staat het volgende in de bovenrand: 1040-1990 GRONINGEN STAD 950 JAAR
Op de mantel van de klok staat het volgende rijm: 
KROMSTAART MAG MEN MIJ NOEMEN,
DE GRONINGERS ZAL IK ROEMEN,
WANT VOLK VAN STAD EN LAND,
SCHONK MIJ MET MILDE HAND.
ST. MARTINI BEIAARD, 1994

Ook in Vlaanderen werd tussen 1416 en 1430 een zilveren munt met de naam kromstaart geslagen. 
Literatuur: Jan C. van der Wis, De eerste eeuw van Groningens muntslag. In: De Beeldenaar 45-2021-5, 265-280.